# O' Valley
O' Valley (voluit: Ouchterlony Valley) is een panchayatdorp in het district Nilgiris van de Indiase staat Tamil Nadu. De plaats werd vernoemd naar pionier James Ouchterlony, die in het midden van de negentiende eeuw een aantal koffieplantages oprichtte in deze regio. 

## Demografie
Volgens de Indiase volkstelling van 2001 wonen er 24.800 mensen in O' Valley, waarvan 50% mannelijk en 50% vrouwelijk is. De plaats heeft een alfabetiseringsgraad van 70%. 